# مانويل باخمان
مانويل باخمان هو لاعب كرة قدم سويسري في مركز الوسط، ولد في 1975. لعب مع نادي لوزيرن.